# Iraí
Iraí är en kommun i Brasilien.   Den ligger i delstaten Rio Grande do Sul, i den södra delen av landet, 1 400 km söder om huvudstaden Brasília. Antalet invånare är 8 078.
I omgivningarna runt Iraí växer huvudsakligen savannskog. Runt Iraí är det ganska tätbefolkat, med 56 invånare per kvadratkilometer.